# Ama-no-Uzume
Ama-no-Uzume (en japonès: 天宇受売命, 天鈿女命) és la deessa (kami) japonesa de l'alba, la felicitat, de la fertilitat i de la dansa de la religió xintoista del Japó.
Esposa del déu Sarutahiko Ōkami, va ajudar a dibuixar la deïtat del sol desapareguda, Amaterasu Omikami, quan s'havia amagat en una cova. El seu nom també es pot pronunciar com Ama-no-Uzume-no-Mikoto. És coneguda com Ōmiyanome-no-Ōkami, una inari kami possiblement a causa de la seva relació amb el seu marit. També és coneguda com Ame-no-Uzume-no-Mikoto, The Great Persuasiva i Dona celestial alarmant Es representa a la farsa kyōgen com Okame, una dona que es delecta amb la seva sensualitat
És en gran part, la responsable de la sortida d'Amaterasu a fora de la seva caverna.